# حبارى صحراوية
حُبَارى صحراوية (الاسم العلمي: Ardeotis)، جنس طيور من فصيلة الحباريات ويحتوي على الأنواع التالية
| الصورة | الاسم العلمي       | الاسم الشائع       | التوزيع |
| ------ | ------------------ | ------------------ | --- |
|        | Ardeotis arabs     | حبارى عربي         | الجزائر ، بوركينا فاسو ، الكاميرون ، تشاد ، جيبوتي ، إريتريا ، إثيوبيا ، غينيا بيساو ، العراق ، كينيا ، مالي ، موريتانيا ، المغرب ، النيجر ، نيجيريا ، المملكة العربية السعودية ، السنغال ، الصومال ، السودان، واليمن. وهي تطوف كلٍ من كينيا وغامبيا وشمال ساحل العاج وشمال غانا. |
|        | Ardeotis kori      | حبارى كوري         | ، بوتسوانا وناميبيا، وتمتد إلى جنوب أنغولا وبشكل هامشي في جنوب غرب زامبيا. |
|        | Ardeotis nigriceps | حبارى هندية عملاقة | الهند وباكستان |
|        | Ardeotis australis | حبارى أسترالية     | شمال أستراليا وجنوب غينيا الجديدة |